# Кубок Испании по футболу 1969
Кубок Испании по футболу 1969 — 65-й розыгрыш Кубка Испании по футболу выиграла Атлетик Бильбао. Этот кубок стал двадцать первым в истории команды.
Соревнование прошло в период с 4 мая по 15 июня 1969 года.

## Результаты матчей

### 1/4 финала
| Команда 1            | Итог | Команда 2       | 1-й матч | 2-й матч |
| -------------------- | ---- | --------------- | -------- | -------- |
| Атлетико Мадрид      | 2:3  | Реал Сосьедад   | 1:2      | 1:1      |
| Депортиво Ла-Корунья | 1:3  | Атлетик Бильбао | 0:0      | 1:3      |
| Гранада              | 3:2  | Малага          | 2:1      | 1:1      |
| Валенсия             | 2:3  | Эльче           | 1:2      | 1:1      |

### 1/2 финала
| Команда 1 | Итог | Команда 2       | 1-й матч | 2-й матч |
| --------- | ---- | --------------- | -------- | -------- |
| Эльче     | 4:4  | Реал Сосьедад   | 3:0      | 1:4      |
| Гранада   | 1:3  | Атлетик Бильбао | 1:1      | 0:2      |

- Дополнительный матч

| Команда 1 | Счёт | Команда 2     |
| --------- | ---- | ------------- |
| Эльче     | 2–0  | Реал Сосьедад |

### Финал
| 15 июня, 1969   | \| Атлетик Бильбао \| 1:0 \| Эльче \| \| Ариета II 82′ \| Голы \| \| | Сантьяго Бернабеу, Мадрид Зрителей: 120 000 |
| Атлетик Бильбао | 1:0                                                                  | Эльче                                       |
| Ариета II 82′   | Голы                                                                 |                                             |